# Cleveland Township (Missouri)
Pour les articles homonymes, voir Cleveland (homonymie).
Cleveland Township est un township du comté de Callaway dans le Missouri, aux États-Unis,. En 2010, sa population s'élève à 742 habitants. Le township est baptisé en référence à Grover Cleveland, 22e et 24e président des États-Unis.

## Source de la traduction
- (en) Cet article est partiellement ou en totalité issu de l’article de Wikipédia en anglais intitulé « Cleveland Township, Callaway County, Missouri » (voir la liste des auteurs).